# Джиенбаев, Хасан
Хаса́н Джиенба́ев (Джеенба́ев;кирг. Хасан Жээнбаев; 1902, Бостери, Семиреченская область — 5 ноября 1938, Чон-Таш, Ворошиловский район) — киргизский советский государственный деятель ВКП(б), 2-й секретарь ЦК КП(б) Киргизской ССР. Входил в состав особой тройки НКВД СССР.

## Биография
Родился в 1902 году на территории современного Кыргызстана, относившейся тогда к Семиреченской области Российской империи.
С 1919 по 1921 годы участвовал в Гражданской войне в рядах РККА. Член РКП(б) с 1919 года.
С 1926 года, окончив Коммунистический университет трудящихся Востока, работал в комсомольских органах. В 1928—1929 годы был заместителем заведующего отделом Кадиевского райкома КП(б) Украины (Луганский округ).
12 марта 1927 г. на первой сессии ЦИК Киргизской АССР первого созыва был избран секретарём президиума Киргизского облисполкома. В мае 1928 года вошёл также в состав комиссии по коренизации.
в 1929—1931 годы председатель Совета сельскохозяйственных коллективов Киргизской АССР. В 1931—1933 годах ответственный секретарь Базар-Курганского райкома ВКП(б). В 1933—1934 годах — заведующий Организационным отделом, в 1934—1935 — Сельскохозяйственным отделом Киргизского обкома ВКП(б).
Входил в состав редколлегии «Манаса», утвержденной в марте 1935 года на заседании бюро Киргизского обкома ВКП(б).
С 30 июня 1935 по 5 июня 1937 года — 2-й секретарь Киргизского обкома ВКП(б), с 16 июня по 10 октября 1937 — 2-й секретарь ЦК КП(б) Киргизии. Приказом НКВД СССР от 30.07.1937 включён в состав особой тройки.
Арестован в сентябре 1937 года. В соответствии со «списком лиц, подлежащих суду Военной коллегии Верховного суда СССР по Киргизской ССР» по 1-й категории, утверждённым 19 апреля 1938 года, расстрелян 5 ноября 1938 года в Чон-Таше. Останки 137 кыргызстанцев 19 национальностей, расстрелянных в Чон-Таше в ноябре 1938, были выявлены в 1991 году и 30 августа 1991 года перезахоронены с государственными почестями в Мемориальном комплексе жертвам репрессий «Ата-Бейит» («Кладбище отцов») в селе Чон-Таш, в 100 м от раскопок.